# Buon Riposo
Buon Riposo è una frazione del comune di Aprilia di 184 abitanti, situata a 67 m s.l.m.

## Descrizione
In questa località viene collocata Longula, antica città latina appartenente all'omonima lega, o per un'altra interpretazione, la città latina di Pollusca.
La collina, indagata in epoca recente, conserva tracce di una fortificazione a terrapieno e a fossa, che fanno ritenere che fosse abitata sin dall'epoca repubblicana. Altre tracce né attestano la frequentazione anche in epoca imperiale.
Nota sin dall'età medievale con il nome Verposa, altrimenti detta Nave, appartenne al Monastero di Sant'Alessio di Roma che nel 1224 la dette in concessione ai Frangipane per concederla successivamente a varie altre famiglie romane quali gli Annibaldi, i Savelli e i Colonna, fu poi ceduta nel secolo XV ai Cesarini che la tennero fino a tutto il secolo XIX con una superficie di oltre 820 ettari. 
Fu luogo di cruente battaglie dopo lo sbarco di Anzio nella seconda guerra mondiale. Attualmente è una località agricola adiacente a Riserva Nuova e Campo di Carne. 
Recentemente a Campo di Carne è stata costruita una centrale turbogas. Durante gli scavi per la costruzione della centrale e del metanodotto sono stati ritrovati alcuni resti archeologici, successivi scavi tra il 2009 e il 2010 hanno portato alla luce un complesso abitativo e produttivo rurale oltre a numerose statue databili tra il II secolo a.C. e il II secolo d.C.